# K4리그
K4리그(영어: K4 League)는 대한민국의 축구 리그 시스템 중 4부 리그에 해당하는 세미프로 축구 대회이다. 2020년에 13개 팀으로 구성하여 출범하였다.

## 역사
2015년 12월 대한축구협회는 2020년까지 내셔널리그와 K3리그를 통합하여 프로축구인 K리그1, K리그2, 세미프로축구인 K3리그, K4리그, 그리고 아마축구와의 승강제를 위해 새로운 아마추어리그를 출범한다고 밝혔다. 2017년부터 K3리그가 2개의 리그로 나뉘어 승강제를 시행하였다.
2020년 K4리그는 대한민국 축구 리그 시스템에서 4부 역할이자 실업 리그의 최상위 리그였던 내셔널리그와 K3리그를 통합하여 K3리그와 K4리그로 재편되어 출범하였다. 2019년 12월 K4리그는 기존 K3리그의 K3리그 어드밴스와 K3리그 베이직에 참가하던 11개 팀과 신규 창단팀인 FC 남동과 진주시민축구단이 더해져 총 13개 팀으로 꾸려지는 것이 확정되었다.

## 2023 시즌 참가팀
| 클럽                 | 연고지         | 홈구장                                         | 2022 시즌 성적                         |
| -------------------- | -------------- | ---------------------------------------------- | -------------------------------------- |
| 강원 FC B            | 강원           | 강남축구공원                                   | 6위                                    |
| 거제시민             | 거제           | 거제종합운동장                                 | 8위                                    |
| 고양 해피니스        | 고양           | 고양종합운동장 보조구장                        | 신설 구단해체 구단                     |
| 당진시민             | 당진           | 당진종합운동장                                 | 2022년 K3리그 16위(승강PO 패배로 강등) |
| 대구 FC B            | 대구           | 대구 스타디움 보조구장                         | 12위                                   |
| 대전 하나 시티즌 B   | 대전 충북 보은 | 대전월드컵경기장 보조구장 보은스포츠파크축구장 | 5위                                    |
| 부산 아이파크 퓨처스 | 부산           | 부산아시아드주경기장 보조구장                  | B팀 신설                               |
| 서울 노원 유나이티드 | 서울 노원      | 마들스타디움                                   | 7위                                    |
| 서울 중랑            | 서울 중랑      | 중랑구립잔디운동장                             | 13위                                   |
| 세종 바네스          | 세종           | 세종시민운동장 보조구장                        | 신설 구단                              |
| 여주 FC              | 여주           | 여주종합운동장                                 | 16위                                   |
| 전북 현대 모터스 B   | 전북 완주      | 완주군 공설운동장                              | 10위                                   |
| 전주시민             | 전주           | 전주종합운동장                                 | 9위                                    |
| 진주시민             | 진주           | 진주종합경기장                                 | 11위                                   |
| FC 충주              | 충주           | 충주종합운동장                                 | 신설 구단                              |
| 평창 유나이티드      | 평창           | 진부면민체육공원                               | 4위                                    |
| 평택 시티즌          | 평택           | 소사벌레포츠타운                               | 14위                                   |

### 감독과 유니폼과 주장
| 클럽                 | 감독                      | 킷 스폰서                | 메인 스폰서     | 주장   |
| -------------------- | ------------------------- | ------------------------ | --------------- | ------ |
| 강원 FC B            | 이정열                    | 휠라코리아               | 하이원리조트    | 전현병 |
| 거제시민축구단       | 송재규                    | 험멜                     | 거제시          | 조주영 |
| 당진 시민축구단      |                           | 선덜랜드 오브 스코틀랜드 | 당진시          |        |
| 부산 아이파크 퓨처스 | 김치곤                    | 푸마                     | 부산광역시      | 강영웅 |
| 서울 노원            | 이춘석                    | 스토맥스                 |                 | 김경호 |
| 서울 중랑 축구단     | 최정민                    | 험멜                     | 법무법인 코러스 | 최승현 |
| 세종 바네스          | 강명진                    |                          |                 | 이영규 |
| 여주 FC              | 심봉섭                    | 펄스나인                 | 여주쌀          |        |
|                      |                           |                          |                 |        |
| 전주시민축구단       | 양영철                    | 부미 스포츠              | 전주시          | 김태연 |
| 진주 시민축구단      | 이창엽                    | 애플라인드               | NH농협          |        |
| FC 충주              | 김종필                    | 험멜                     | 클라우드        | 권영호 |
| 평창 유나이티드      | 안홍민                    | 조마                     | 평창군          | 이재준 |
| 평택 시티즌 FC       | 윤상철 (대표이사 겸 감독) | 조마                     | G-스마트        |        |

## 우승
| 시즌 | 우승               | 준우승   |
| ---- | ------------------ | -------- |
| 2020 | 파주시민           | 울산시민 |
| 2021 | 포천시민           | 시흥시민 |
| 2022 | 고양 KH            | 양평 FC  |
| 2023 | 여주 FC            | 미정     |
| 2024 | 전북 현대 모터스 B | 대구FC B |

### 승격
| 시즌 | 우승               | 2위       | 3-4위(승격PO 승자)    |
| ---- | ------------------ | --------- | --------------------- |
| 2020 | 파주시민           | 울산시민  | 승격 실패(K4 잔류)    |
| 2021 | 포천시민           | 시흥시민  | 당진시민              |
| 2022 | 고양 KH            | 양평 FC   | 춘천시민(승강PO 승리) |
| 2023 | 여주 FC            | 대구FC(B) | 승격실패(K4 잔류)     |
| 2024 | 전북 현대 모터스 B | 미정      | 미정                  |

## 같이 보기
대한민국 축구 리그 시스템
- 1부 K리그1
- 2부 K리그2
- 3부 K3리그
- 4부 K4리그
- 5부 K5리그
- 6부 K6리그
- 7부 K7리그
- 내셔널리그 (대한민국)
- K3리그 (아마추어)